# Sancta Sanctis
Sancta Sanctis. Canto propio de la Liturgia hispánica que se canta en la Misa, mientras el celebrante realiza la ostensión y conmixtión del pan y del vino. Se trata de una invitación del celebrante a la asamblea para que se acerquen a comulgar. En las grandes solemnidades se le añade el versículo In civitate Domini y se termina con la aclamación Agios.
- Datos: Q6119882